# لوسی بومانت
لوسی بومانت (انگلیسی: Lucy Beaumont؛ ‏ ۱۸ مهٔ ۱۸۷۳ – ۲۴ آوریل ۱۹۳۷) بازیگر تئاتر، سینما و تلویزیون اهل بریتانیا بود. 
از فیلم‌هایی که وی در آن نقش داشته است، می‌توان به روح آزاد، مردم عادی، و ناگهان عمه آمد و دیوانه سینما اشاره کرد.